# Иаир из синагоги
Иаир (др.-евр. יאיר‬ греческая транслитерация еврейских имён יאיר Yā’îr («Он просвещает») или יעיר Yā‘îr («Он пробуждает»)) — персонаж Нового Завета, начальник синагоги в Капернауме, двенадцатилетнюю дочь которого воскресил Иисус Христос. Событие описано в синоптических Евангелиях (Мф. 9:18-26, Мк. 5:22-43, Лк. 8:40-56).

## В Евангелиях
Марк называет Иаира «один из начальников синагоги», что свидетельствует о том, что он не был ни священником, ни левитом, а принадлежал к числу мирян, которым поручалась организация молитвенного собрания в местной синагоге. Поскольку во времена Христа, в иудаизме синагогальное собрание не было связано с храмовым священством, а являлось собранием верующих (мирян), то и возглавлял его мирянин. В евангельском повествовании Иаир просит Иисуса исцелить свою дочь, которая находится при смерти. Иисус в сопровождении трёх ближайших учеников (Петра, Иакова и Иоанна) направляется в дом Иаира, где девочка скончалась и уже началась первая часть погребальной церемонии (оплакивание). Войдя в дом, Иисус воскрешает уже умершую дочь Иаира.
Митрополит Иларион (Алфеев) отмечает, что Иаир — один из немногих персонажей в Евангелиях Марка и Луки, названный по имени. Вероятно, это связано с тем, что он был известен раннехристианской общине: возможно, после воскрешения дочери он примкнул к ученикам Иисуса. Архиепископ Аверкий (Таушев) писал, что, возможно, Иаир был свидетелем исцеления Христом слуги капернаумского сотника и несмотря на тот факт, что начальники синагог принадлежали к враждебной Иисусу партии, он «возгорелся надеждой, не исцелит ли Иисус и его дочь».